# Knappetra arenacea
Knappetra arenacea is een vlinder uit de familie van de spinneruilen (Erebidae) en de onderfamilie van de donsvlinders (Lymantriinae). De wetenschappelijke naam werd gepubliceerd in 1767 door Carl Linnaeus.
De soort komt voor in tropisch Afrika.